# 학교법인 이화학당
학교법인 이화학당은 이화학당을 계승한 대한민국의 사립교육재단이다. 이화학당이 분리되면서 1943년에 이화전문학교와 이화보육학교를 통솔하는 재단법인 이화학당을 세웠다.
해방 이후 종합대학교로 승격하고 부속 중고등학교를 설립하고 재단법인을 학교법인으로 전환하였다.